# 789 Lena
789 Lena
789 Lena là một tiểu hành tinh ở vành đai chính. Nó có kích thước cỡ trung bình, và được xếp loại tiểu hành tinh kiểu X. Quỹ đao của nó ở gần nhóm tiểu hành tinh Eunomia, nhưng không thuộc nhóm này. Nó có đường cong ánh sáng bất thường, cho thấy hoặc nó có vòng quay rất chậm (thời gian trên 22 giờ), hoặc có hình dạng không binh thường, hoặc cả hai.
Tiểu hành tinh này do G. N. Neujmin phát hiện ngày 24.6.1914 ở Simeiz (Krym, Ukraina), và được đặt theo tên Elena Petrovna Neujmina, mẹ của G. N. Neujmin.